# Small Aircraft Transportation System
Small Aircraft Transportation System (SATS)
 
er et forskningssamarbejde mellem FAA, NASA, lokale lufthavne og andre luftfartsmyndigheder i USA. SATS er beregnet til automatisk at styre og guide mange større og mindre luftfartøjer. Dette inkluderer VTOL-fartøjer;

flyvende biler som f.eks. Moller Skycar og LaBiche Flying Sports Car No. 1.
Maj 2007 blev det annonceret at computersystemet er tæt på at være færdigt.

En væsentlig motivation for at fremskynde SATS var Terrorangrebet den 11. september 2001.